# Platysenta fabrefacta
Platysenta fabrefacta är en fjärilsart som beskrevs av Morrison 1874. Platysenta fabrefacta ingår i släktet Platysenta och familjen nattflyn. Inga underarter finns listade i Catalogue of Life.